# 14439 Evermeersch
14439 Evermeersch este o planetă minoră (asteroid), cu un diametru de 5,133 km, din centura de asteroizi. A fost descoperită pe 2 septembrie 1992 la Observatorul La Silla de Eric Walter Elst. 
Obiectul prezintă o orbită caracterizată de o semiaxă mare de 2,9326582 UAi, o excentricitate de 0,09, o înclinație de 1,22992 ° în raport cu ecliptica.